# Glazoué
Glazoué es una comuna beninesa perteneciente al departamento de Collines.
En 2013 tenía 124 431 habitantes, de los cuales 20 036 vivían en el arrondissement de Glazoué.
Se ubica en el cruce de las carreteras RNIE2 y RNIE5, unos 30 km al este de Savalou.

## Subdivisiones
Comprende los siguientes arrondissements:
- Aklankpa
- Assanté
- Glazoué
- Gomè
- Kpakpaza
- Magoumi
- Ouèdèmè
- Sokponta
- Thio
- Zaffé